# Campylandra tonkinensis
Campylandra tonkinensis är en sparrisväxtart som beskrevs av Henri Ernest Baillon. Campylandra tonkinensis ingår i släktet Campylandra och familjen sparrisväxter. Inga underarter finns listade i Catalogue of Life.